# Doliops costatus
Doliops costatus es una especie de escarabajo del género Doliops, familia Cerambycidae. Fue descrita científicamente por Vives en 2012.
Habita en Filipinas. Los machos y las hembras miden aproximadamente 12 mm. El período de vuelo de esta especie ocurre en el mes de abril.